# De Rust
De Rust és un petit poble a la porta d'entrada al Petit Karoo, Sud-àfrica. El nom és neerlandès i es tradueix literalment per "La resta", referint-se al propòsit original de la ciutat de ser un lloc de descans per a colons en ruta pel desafiant terreny d'un congost proper de Swartberg.

## Ubicació
De Rust es troba al peu de la serra de Swartberg entre Oudtshoorn i Beaufort West.
De Rust també és conegut pel serpentejant pas de Meiringspoort. Meiringspoort és una porta d'entrada que connecta el Petit Karoo (petit Karoo) i el Gran Karoo a través d'un congost amb una carretera de 25 km que travessa el mateix riu 25 vegades en el tram dels 25 km. La mitja marató anual de Meiringspoort recorre tota la longitud del pas de muntanya i acaba a De Rust.

## Clima
| Paràmetres climàtics mitjans de De Rust | Paràmetres climàtics mitjans de De Rust | Paràmetres climàtics mitjans de De Rust | Paràmetres climàtics mitjans de De Rust | Paràmetres climàtics mitjans de De Rust | Paràmetres climàtics mitjans de De Rust | Paràmetres climàtics mitjans de De Rust | Paràmetres climàtics mitjans de De Rust | Paràmetres climàtics mitjans de De Rust | Paràmetres climàtics mitjans de De Rust | Paràmetres climàtics mitjans de De Rust | Paràmetres climàtics mitjans de De Rust | Paràmetres climàtics mitjans de De Rust | Paràmetres climàtics mitjans de De Rust |
| Mes                                     | Gen.                                    | Feb.                                    | Mar.                                    | Abr.                                    | Mai.                                    | Jun.                                    | Jul.                                    | Ago.                                    | Set.                                    | Oct.                                    | Nov.                                    | Des.                                    | Anual                                   |
| --------------------------------------- | --------------------------------------- | --------------------------------------- | --------------------------------------- | --------------------------------------- | --------------------------------------- | --------------------------------------- | --------------------------------------- | --------------------------------------- | --------------------------------------- | --------------------------------------- | --------------------------------------- | --------------------------------------- | --------------------------------------- |
| Temperatura diària màxima °C (°F)       | 28,3 (82,9)                             | 28,2 (82,8)                             | 26,4 (79,5)                             | 23,4 (74,1)                             | 20,1 (68,2)                             | 17,9 (64,2)                             | 17,4 (63,3)                             | 18,8 (65,8)                             | 20,5 (68,9)                             | 22,7 (72,9)                             | 24,7 (76,5)                             | 26,9 (80,4)                             | 22,9 (73,2)                             |
| Temperatura diària mínima °C (°F)       | 13,7 (56,7)                             | 14,2 (57,6)                             | 13,0 (55,4)                             | 10,1 (50,2)                             | 7,3 (45,1)                              | 4,8 (40,6)                              | 3,8 (38,8)                              | 5,1 (41,2)                              | 6,6 (43,9)                              | 8,6 (47,5)                              | 10,8 (51,4)                             | 12,2 (54)                               | 9,2 (48,6)                              |
| Precipitació total mm (polzades)        | 25 (1)                                  | 31 (1,2)                                | 39 (1,5)                                | 31 (1,2)                                | 36 (1,4)                                | 23 (0,9)                                | 28 (1,1)                                | 29 (1,1)                                | 32 (1,3)                                | 32 (1,3)                                | 36 (1,4)                                | 26 (1)                                  | 368 (14,5)                              |
| Font: "Climate-Data.org"                |                                         |                                         |                                         |                                         |                                         |                                         |                                         |                                         |                                         |                                         |                                         |                                         |                                         |

## Agricultura
Aquesta zona també és ben coneguda per la cria d’estruços i la majoria dels agricultors de la zona crien exclusivament amb estruços o com a marge de la seva agricultura existent.